# Johannes I. Kaufmann
Johannes I. Kaufmann (auch Joannes Mercator; * in Würzburg; † 5. März 1489 in Ebrach) war von 1474 bis 1489 Abt des Zisterzienserklosters in Ebrach. Zuvor hatte er 18 Jahre lang den Lehrstuhl für Theologie an der Universität Wien inne.

## Leben
Johannes I. Kaufmann wurde in der ersten Hälfte des 15. Jahrhunderts im unterfränkischen Würzburg geboren. Über die Eltern des späteren Abtes schweigen die Quellen, auch die Geschwister des jungen Johannes finden keine Erwähnung. Ebenso liegt die schulische Ausbildung im Dunkeln, Johannes besuchte wohl die Lateinschule in der Residenzstadt des Würzburger Bischofs. Anschließend ging er wahrscheinlich an eine Universität und studierte.
Mit dem Jahr 1466 übernahm Johannes Kaufmann in Wien die Leitung der theologischen Fakultät der dortigen Universität. Er stand dieser Institution insgesamt 18 Jahre lang vor. Gleichzeitig hatte er den Posten als Beichtvater Kaiser Maximilians inne. Erst mit seiner Wahl zum siebenundzwanzigsten Abt des Zisterzienserklosters in Ebrach tauchte Johannes wieder im fränkischen Raum auf. Im Dezember des Jahres 1474 starb sein Vorgänger Burkard II. und der Konvent benötigte dringend einen Nachfolger. Johannes Kaufmann wurde zum Abt Johannes I. gewählt.
Die Amtszeit des Abtes findet in den Quellen kaum Erwähnung. Lediglich die Tatsache, dass Johannes sehr viel Geld für neue Bauten ausgab, wird überliefert. Während seiner Amtszeit sammelte der Prälat viel Geld an, dass er nach seinem Tod seiner Heimatabtei vermachte. Am 5. März 1489 starb Abt Johannes I. Kaufmann und wurde in der Klosterkirche in Ebrach bestattet.